# De Berken (Baarn)
De Berken is een gemeentelijk monument aan de Julianalaan in Baarn in de provincie Utrecht. De villa staat in het Rijksbeschermd gezicht Baarn - Prins Hendrikpark e.o..
De woning werd in 1910 gebouwd voor M.F. de wijs-de Neve uit Den Haag. De architecten waren N. Rigter en G. van Bronkhorst.
Aan de linkerzijde van de asymmetrische gevel bevindt zich een erker, de ingang bevindt zich in de linker zijgevel. De tweede laag van het gebouw is ruw bepleisterd, de onderzijde is opgetrokken in baksteen.